# Max Verworn
Max Richard Constantin Verworn (ur. 4 listopada 1863 w Berlinie, zm. 23 listopada 1921 w Bonn) – niemiecki fizjolog.

## Życiorys
Studiował medycynę i nauki przyrodnicze na Uniwersytecie Fryderyka Wilhelma w Berlinie, a potem na Uniwersytecie w Jenie. Jego nauczycielami byli Ernst Haeckel i William Thierry Preyer. W 1895 otrzymał katedrę na Uniwersytecie w Jenie, w 1901 został profesorem fizjologii na Uniwersytecie w Getyndze. Od 1910 wykładał na Uniwersytecie w Bonn.
W 1902 założył czasopismo Zeitschrift für Allgemeine Physiologie.
Max Verworn prowadził badania na polu fizjologii doświadczalnej, szczególną uwagę poświęcając fizjologii komórki. Jego prace dotyczyły podstawowych procesów zachodzących w komórkach mięśni, nerwach i narządach zmysłów. Zajmował się także filogenezą i ontogenezą.

## Wybrane prace
- Psychophysiologische Protistenstudien, 1889
- Die Bewegung der lebendigen Substanz, 1892
- Allgemeine Physiologie, 1895
- Die Biogenhypothese, 1903
- Naturwissenschaft und Weltanschauung, 1904
- Die Mechanik des Geisteslebens, 1907
- Zur Psychologie der primitiven Kunst, 1907
- Die Frage nach den Grenzen der Erkenntnis, 1908